# Aliança de Ativistas Homossexuais
A Aliança de Ativistas Homossexuais foi um coletivo fundado no Rio de Janeiro em 1976 por Frederico Jorge Dantas, um ativista pelos direitos dos homossexuais, que também foi responsável pelo boletim que levava o mesmo nome do coletivo. O grupo tinha como objetivo formar pessoas homossexuais mais conscientes e engajadas na "luta pelos direitos civis em que estão empenhados não somente os homossexuais brasileiros".

## O boletim
O boletim circulou entre os anos de 1976 e 1977 no Rio de Janeiro. O jornal era produzido usando datilografia, composto por uma capa simples, que continha o título do boletim e os números da edição e do ano. Seu conteúdo tinha características notoriamente políticas e nele havia informações sobre o movimento gay estadunidense, além de discussões e comentários relacionados aos direitos civis também baseados no movimento americano. O boletim não possuía imagens e possuía por volta de 9 páginas. Sua primeira edição contém uma parte editorial que apresenta o periódico como um movimento de esclarecimento, descrito da seguinte forma: "Nós nos propusemos a iniciar uma caminhada da qual você também é participante. Iniciamos um movimento de esclarecimento que tem como meta o melhor entendimento e aproveitamento de todo esse manacial de forças positivas, até agora mal distribuídas entre as várias classes de homossexuais. Se conseguirmos canalizar todo o esforoço existente no sentido de um compromisso maior e mais responsável para com a sociedade, acreditamos já ser isto de grande importância na nossa causa, especialmente na luta pelos direitos civis em que estão empenhados não somente os homossexuais brasileiros, mas de maneira ainda mais atuante, os homossexuais de todos os países onde a consciência humana já tenha maior abertura, mais maturidade cultural e psicológica, como também maior desenvolvimento."